# 奧里奧爾·艾爾卡秋
奧里奧爾·艾爾卡秋（1979年8月8日—），是西班牙模特兒，生於巴塞罗那。 他的代表作是代言宝格丽的AQVA香水。他的經紀公司是View Management。奧里奧爾·艾爾卡秋為許多知名品代言，包括： Ralph Lauren、Bally、Gap、Custo Barcelona、Carlo Pignatelli、Missoni、Valentino和Polo Ralph Lauren，並且也登上許多雜誌封面。他被稱作「西班牙的阿多尼斯」（意思是美男子）。 他分別在纽约，米兰，迈阿密參與了Ralph Laureni、Paul Smithi以及香奈儿等品牌的時裝秀 目前，他在MODELS.COM's 網站上名列第12名．奧里奧爾·艾爾卡秋、安德斯·維倫科索和喬·可塔迦納都在「富有男人榜（The Money Guys）」的榜單上，三人被稱為「西班牙男模三巨頭」。

## 事業
2009年，與克莉絲蒂·杜靈頓一起為Bally Shoe春夏季走秀。 2016年1月28，出席MANGO活動.

## 作品列表
| 年份 | 片名                | 角色 | 補充 | 來源  |
| ---- | ------------------- | ---- | ---- | ----- |
| 2011 | The Tale of a Fairy |      | 短片 | [ 7 ] |

## 外部連結
- 奧里奧爾·艾爾卡秋在models.com （页面存档备份，存于）